# Стадион Пецара
Стадион Пецара је фудбалски стадион у Широком Бријегу, БиХ. На њему своје домаће утакмице игра НК Широки Бријег. Стадион има капацитет од 6.000 места. 